# 鷹島肥前大橋
鷹島肥前大橋（たかしまひぜんおおはし）は、日比水道をまたぎ、佐賀県唐津市肥前町星賀と長崎県松浦市鷹島町神崎免を結ぶ長崎県道・佐賀県道109号鷹島肥前線の橋である。

## 概要
この架橋により、離島である鷹島と九州本土が初めて結ばれた。通行料は無料。日本国内の斜張橋では12番目に長い。
橋の両側にはそれぞれ観光拠点があり、鷹島側の橋のすぐそばには道の駅鷹ら島、肥前町側の橋に近い高台には展望公園が設けられている。

### 諸元
- 橋長：1,251 m （陸上の高架部を含む）[2]
  - 主橋梁部：840 m[2]
  - 鷹島側取付高架橋：278 m[2]
  - 肥前町側取付高架橋：133 m[2]
- 主橋梁部構造：複合5径間連続箱桁[2][3]
- 主塔高さ：100 m[2]
- 主塔構造：鉄筋コンクリート[2]
- 幅員
  - 車道部：2車線6 m
  - 歩道部：片側2 m
- 完成供用日：2009年（平成21年）4月18日
- 全体事業費：約200億円（うち長崎県分 約140億円）

## 歴史
- 1997年（平成9年）度 - 一般県道鷹島肥前線路線認定、事業開始[7]。
- 1998年（平成10年）度 - 陸上部用地買収開始[7]
- 1999年（平成11年）度 - 陸上部道路工事着工[7]
- 2001年（平成13年）度 - 取付高架橋下部工着工[7]
- 2003年（平成15年）度 - 斜張橋部下部工着工[7]
- 2004年（平成16年）度 - 塔本体工、取付高架橋上部工架設着手[7]
- 2006年（平成18年）度 - 斜張橋部主桁製作着工[7]
- 2007年（平成19年）度 - 主塔本体工完成、斜張橋部主桁架設着工[7]
- 2008年（平成20年）度 - 鷹島肥前大橋主桁閉合[7]
- 2009年（平成21年）4月18日 - 開通[7]

## 通行規制基準
管理者の長崎県により強風、凍結の際に通行規制が行われる。雨量30 mm/時または150 mm/24時間および風速20 m/s以上（二輪車は10m/s以上）で注意喚起。また通行者別に、二輪車以上の車両は風速25 m/s以上、歩行者は同20 m/s以上。二輪車は同15 m/s以上でそれぞれ通行止め。

## 路線バス
唐津市・福岡市方面からの公共交通として、唐津市肥前町入野（唐津市肥前支所）と鷹島を結ぶ昭和自動車（昭和バス）の鷹島線があり、当橋を経由する。

## ギャラリー

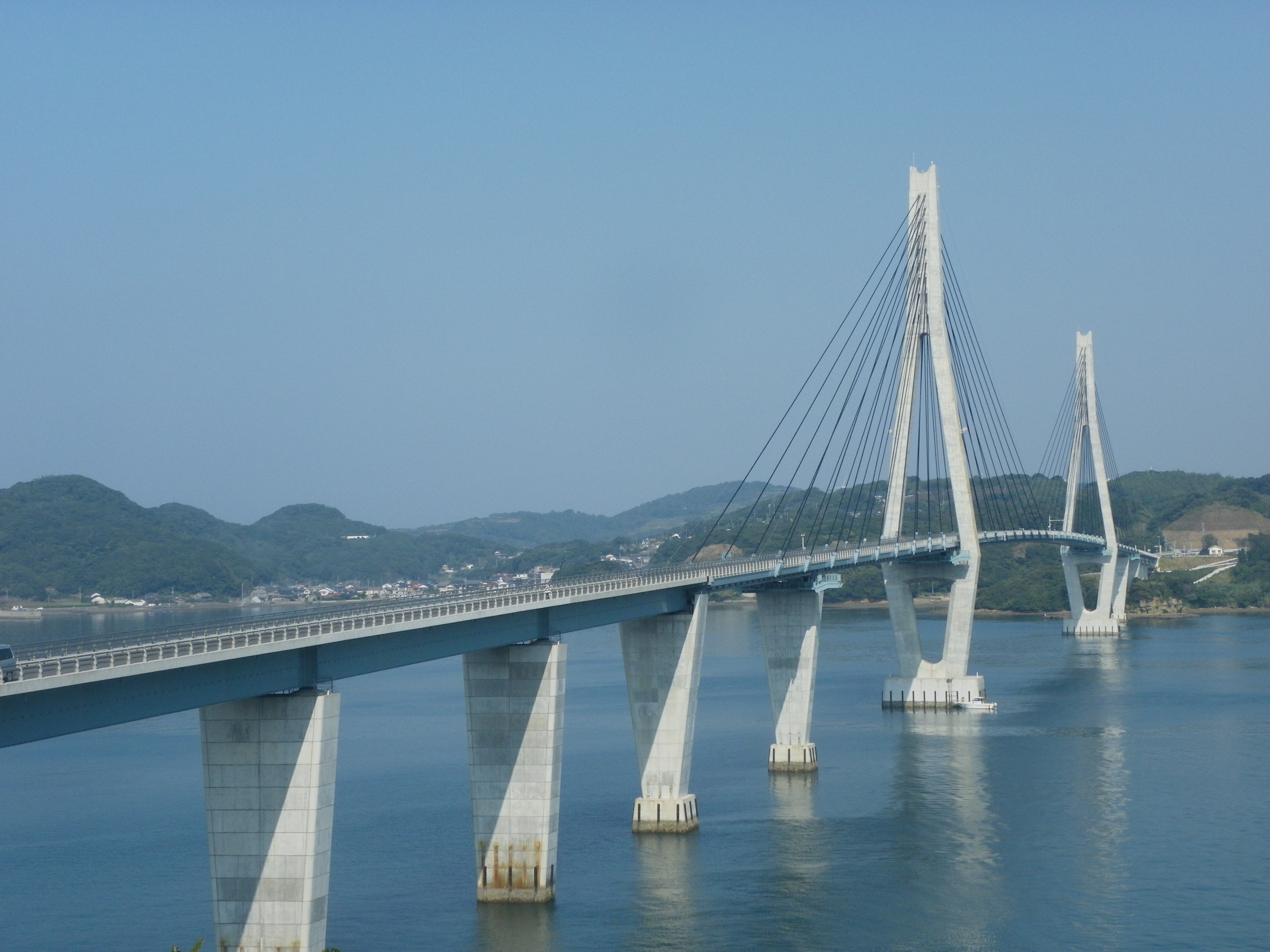
道の駅鷹ら島から
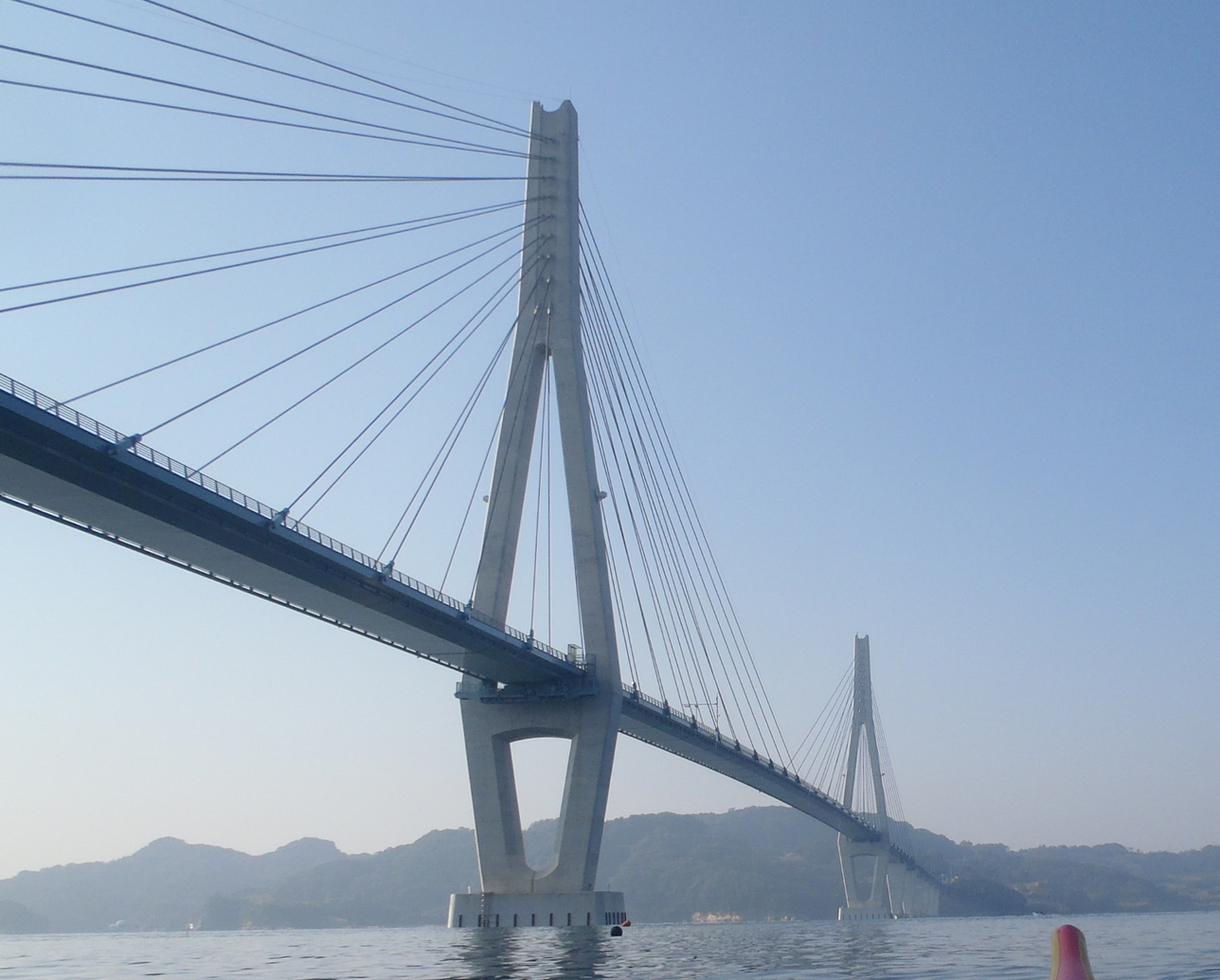
海上から
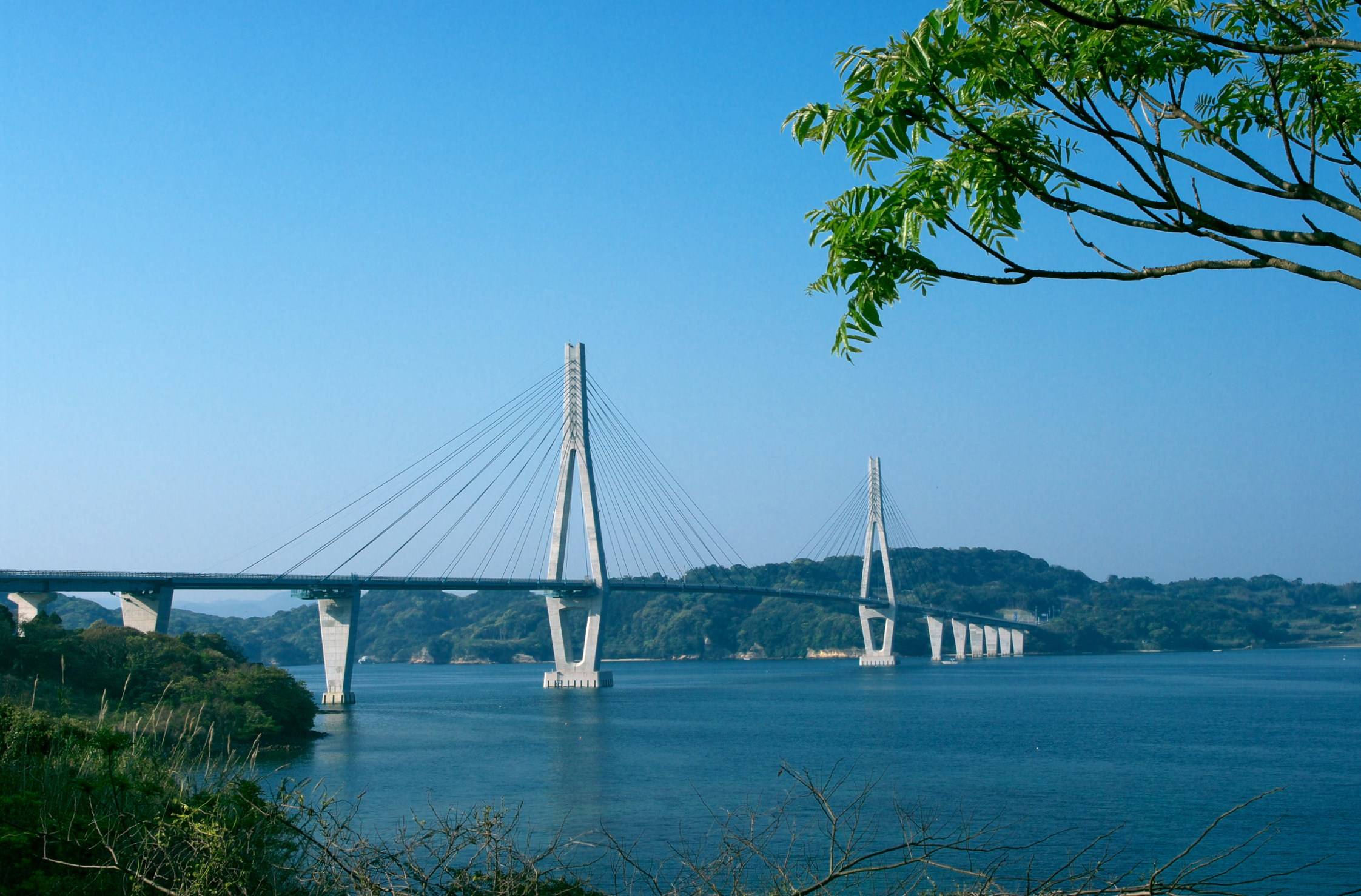
星賀港付近から
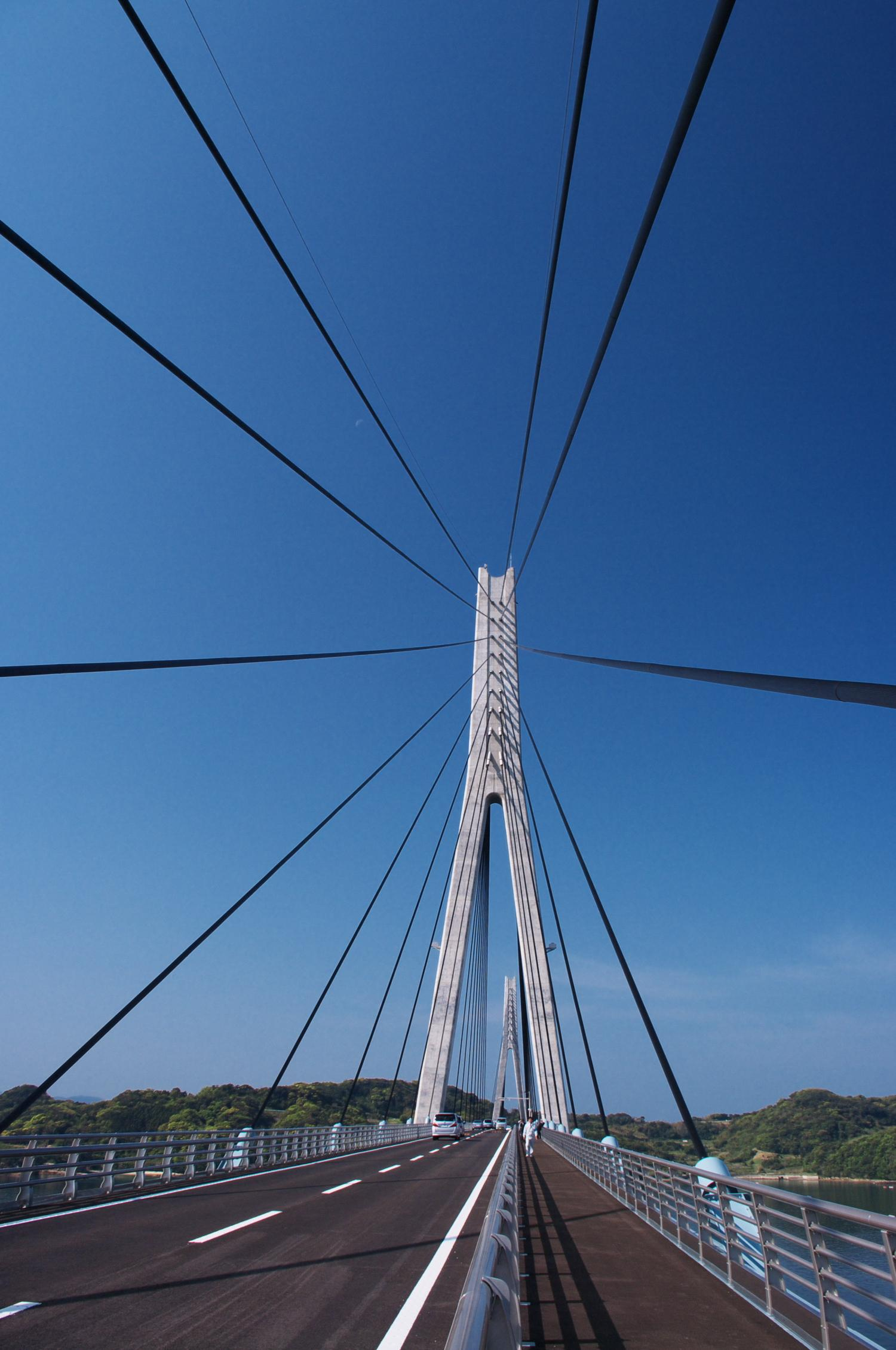
歩道より見上げる主塔とケーブル
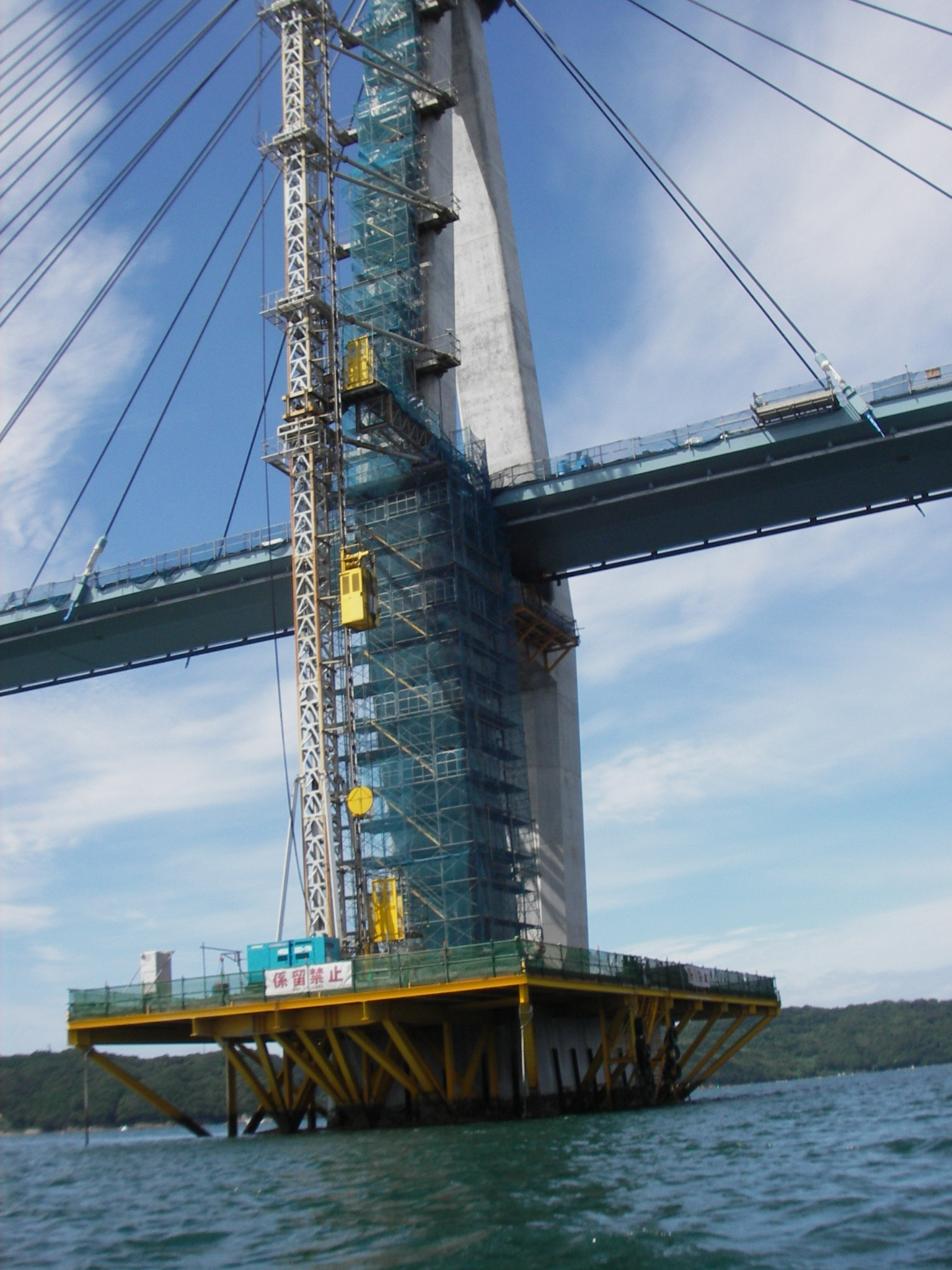
建設中